# Eutychus (Bibel)

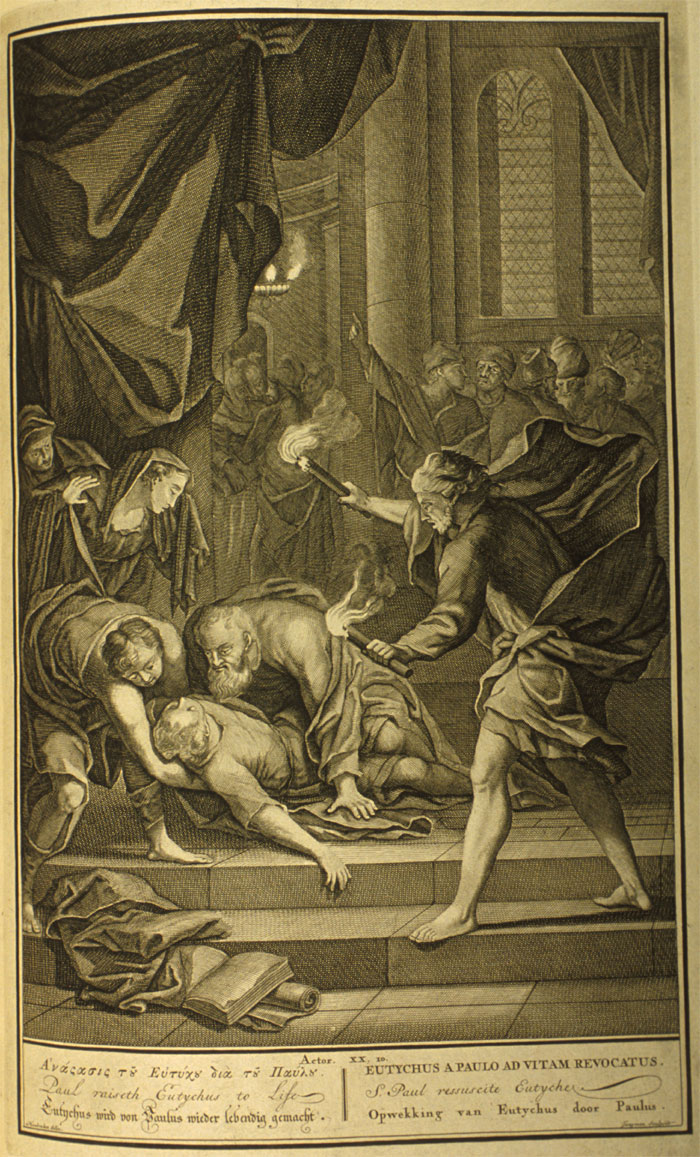
Paulus erweckt Eutychus zum Leben
Bibelillustration, 18. Jahrhundert

Eutychus (griechisch: Εὔτυχος, „Glücklicher“) war nach der Apostelgeschichte des Lukas ein junger Mann, der in Alexandria Troas während einer abendlichen Predigt des Apostels Paulus einschlief (Apg 20,9–12 ). Der Sturz des ansonsten nicht näher bekannten Christen vom Fensterplatz im dritten Stock auf den Boden vor dem Haus und die anschließende Wiederbelebung durch Paulus ist in der Geschichte der christlichen Predigt ein populäres Motiv zur Warnung vor dem „Kirchenschlaf“.